# 栃木県道34号黒磯黒羽線

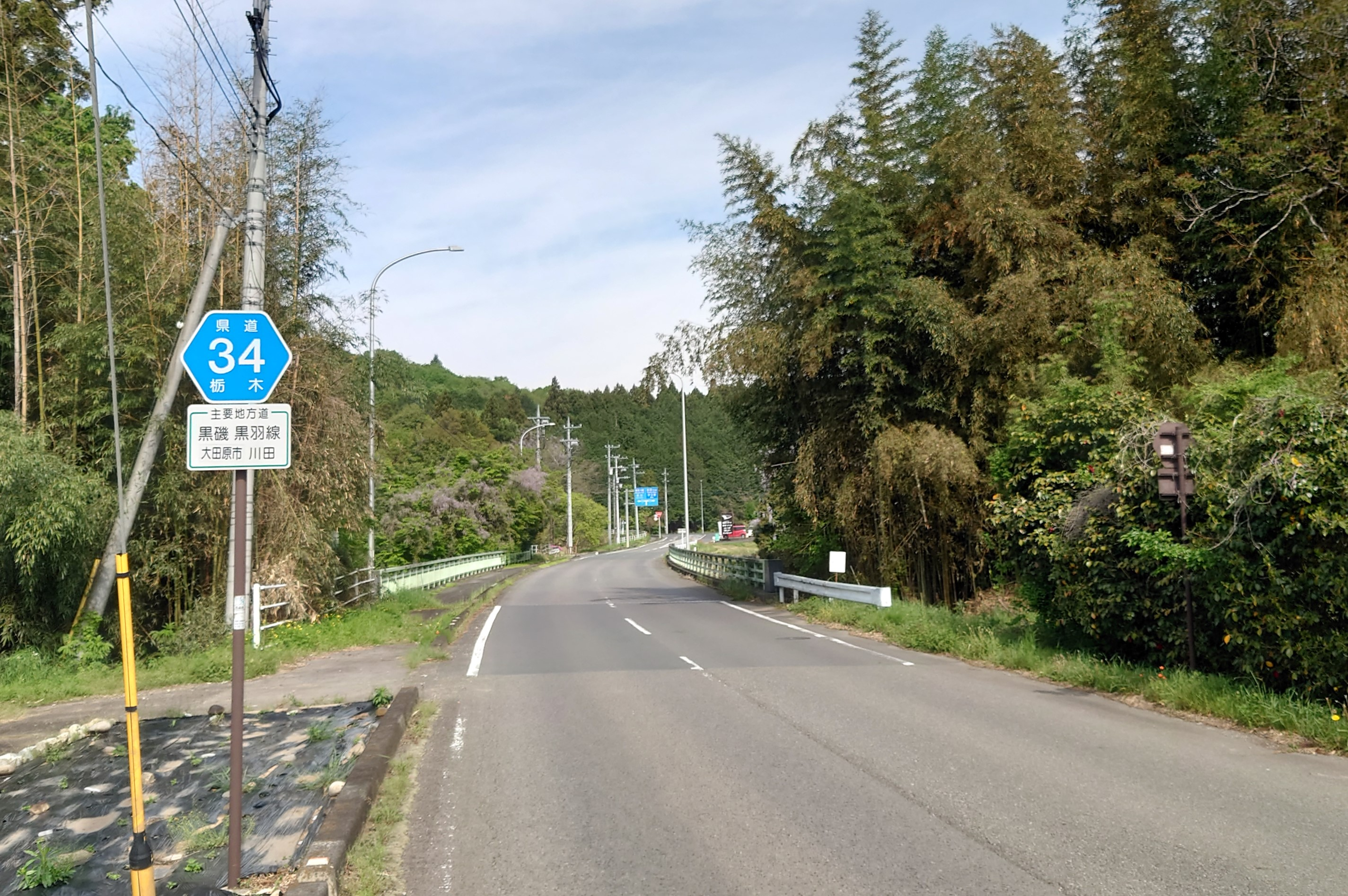
大田原市川田にて

栃木県道34号黒磯黒羽線（とちぎけんどう34ごう くろいそくろばねせん）は、栃木県那須塩原市から大田原市に至る県道（主要地方道）である。

## 概要

### 路線データ
- 総延長：12.215 km[1]
- 実延長：11.259 km[1]
- 起点：栃木県那須塩原市錦町（共墾社交差点＝栃木県道303号黒磯高久線交点）
- 終点：栃木県大田原市中野内（両郷交差点＝栃木県道27号那須黒羽茂木線交点）
- 認定：1962年（昭和37年）8月10日

## 歴史
- 1962年（昭和37年）8月10日 - 主要地方道として認定。

- 1975年 (昭和50年)2月　− 黒磯市錦町の東北本線と交差する部分にバイパス陸橋(黒羽街道バイパス)が開通。それに伴い黒羽街道踏切が同年4月に廃止され、一部路線が変更された。当時、旅客・貨物ともにターミナル駅であった黒磯駅に近い黒羽街道踏切は遮断時間が長く、開かずの踏切で渋滞の大きな原因となっていた。現在は踏切跡に歩行者・自転車専用の跨線橋が架けられている。

- 1993年（平成5年）5月11日 - 建設省から、県道黒磯黒羽線が黒磯黒羽線として主要地方道に指定される[2]。

- 2000年（平成12年）3月12日 -

黒磯市錦町の市道と交わる交差点の信号機が、それまで長年常時点滅信号として運用していたのを通常の3点式信号に切り替えられた。
- 2020年（令和2年）12月15日 -

那須塩原市豊浦の旧道との分岐交差点の形状変更が行われた。

## 路線状況

### 重複区間
- 国道294号（那須町稲沢）
- 栃木県道179号稲沢黒羽線（那須町稲沢-大田原市川田間）

### 交通量
24時間自動車類交通量（台/日）
- 那須塩原市鍋掛1595-43：4,476

## 地理

### 通過する自治体
- 那須塩原市
- 大田原市
- 那須郡那須町
- 大田原市

### 交差する道路
| 交差する道路                                                  | 交差する道路                                                  | 所在地     | 交差点名         |
| ------------------------------------------------------------- | ------------------------------------------------------------- | ---------- | ---------------- |
| 板室温泉方面                                                  |                                                               |            |                  |
| 栃木県道303号黒磯高久線（奥州街道）                           | 栃木県道303号黒磯高久線（奥州街道）                           | 那須塩原市 | 共墾社           |
| 国道4号（黒磯バイパス）                                       | 国道4号（黒磯バイパス）                                       | 那須塩原市 | 鍋掛豊浦         |
| 栃木県道60号黒磯棚倉線 栃木県道72号大田原芦野線（旧陸羽街道） | 栃木県道60号黒磯棚倉線 栃木県道72号大田原芦野線（旧陸羽街道） | 那須塩原市 | 鍋掛             |
| -                                                             | 栃木県道342号中田原寒井線                                     | 大田原市   | 黒羽刑務所入口   |
| -（屈折）                                                     |                                                               | 大田原市   | 寒井             |
| -（屈折）                                                     | 国道294号                                                     | 那須町     | （大字稲沢地内） |
| 国道294号                                                     | -（屈折）                                                     | 那須町     | （大字稲沢地内） |
| -                                                             | 栃木県道179号稲沢黒羽線                                       | 大田原市   | （川田地内）     |
| 栃木県道27号那須黒羽茂木線                                    | 栃木県道27号那須黒羽茂木線                                    | 大田原市   | 両郷             |
| 雲岩寺方面                                                    |                                                               |            |                  |